# كلوديوس بالارد
كلوديوس بالارد (بالإنجليزية: Claudius Ballard)‏ هو طبيب أمريكي، ولد في 14 يونيو 1890 في لوس أنجلوس في الولايات المتحدة، وتوفي في 1 مايو 1967.